# قاذفة ثقيلة

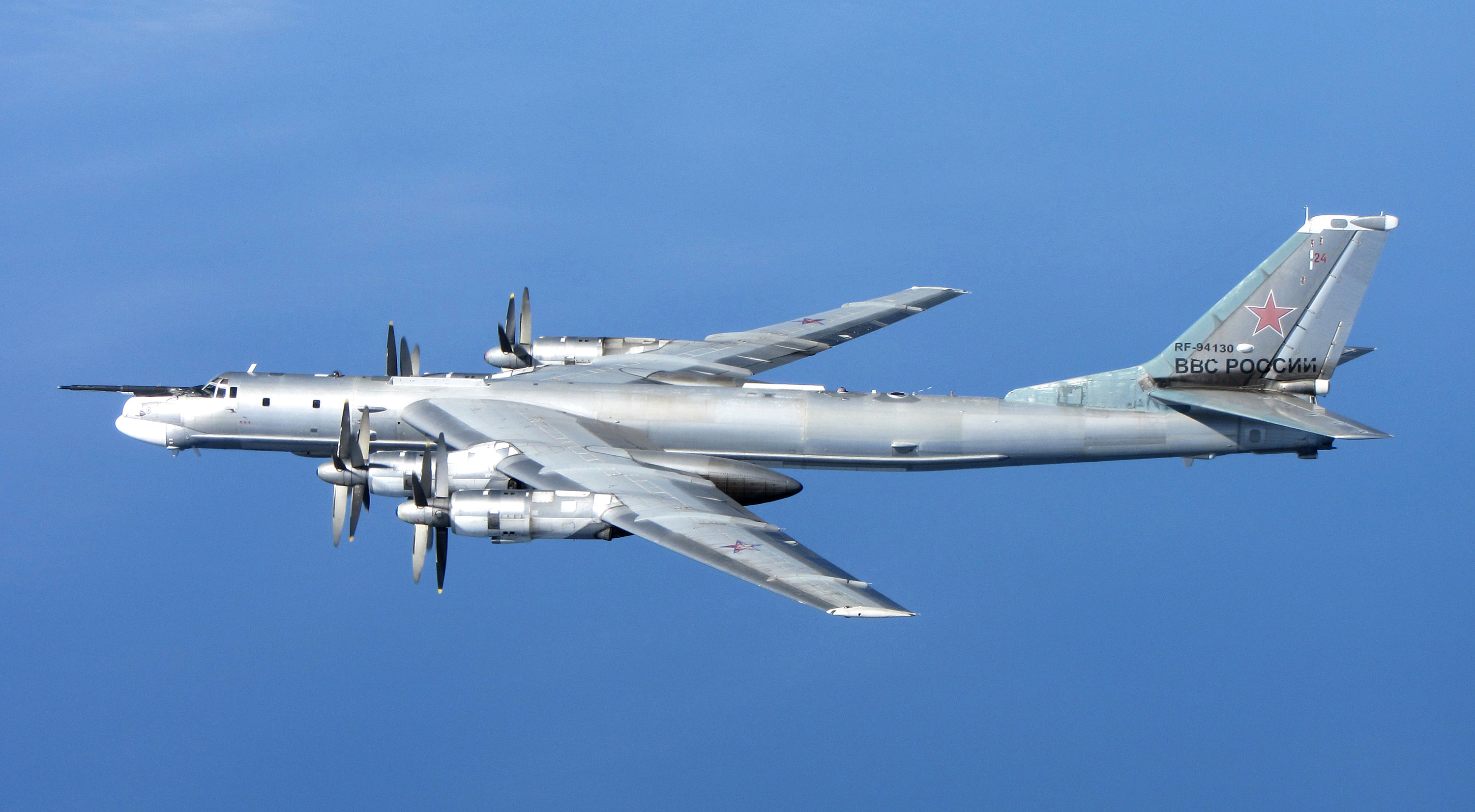
القاذفة الروسية توبوليف تي يو-95

القاذفات الثقيلة طائرة قاذفة قادرة على إيصال أكبر حمولة من الأسلحة الجوية-الأرضية (عادة القنابل) وأطول مدى في عصرها. قاذفات القنابل الثقيلة كانت عادة من بين الطائرات العسكرية الأكبر والأقوى في أي وقت. في النصف الثاني من القرن العشرين، حلت القاذفات الاستراتيجية محلها إلى حد كبير، التي كانت في كثير من الأحيان أصغر حجمًا ، ولكنها كانت قادرة على إيصال أسلحة نووية.
خلال الحرب العالمية الثانية ، أتاحت تقنيات الإنتاج الضخم إنتاج قاذفات ثقيلة طويلة المدى بكميات تسمح بتطوير واستخدام القصف الاستراتيجية. وقد توج هذا في أغسطس 1945، عندما أسقطت طائرات من طراز بي-29 التابعة للقوات الجوية لجيش الولايات المتحدة قنابل ذرية فوق هيروشيما وناغازاكي في اليابان، مما ساهم بشكل كبير في إنهاء الأعمال العدائية.

## الحرب العالمية الثانية
عندما أعلنت بريطانيا وفرنسا الحرب على ألمانيا في سبتمبر 1939، لم يكن لدى سلاح الجو الملكي البريطاني قاذفة ثقيلة. جهزت كل من هاندلي بيج هاليفاكس وأفرو لانكستر كقاذفتين ذات محركين، ولكن تمت إعادة تصميمهما بسرعة لإستيعاب أربعة محركات من رولز رويس ميرلين واندفعتا إلى الخدمة بمجرد ظهور المشكلات التقنية في رولز رويس فيلتشر الأكبر. انضم هاليفاكس إلى الأسراب في نوفمبر من عام 1940، وطار بغارته الأولى ضد لوهافر في ليلة 11-12 مارس 1941. غالبًا ما كانت تصميمات القاذفات الثقيلة البريطانية تحتوي على ثلاثة أبراج مدفعية تحتوي على ما مجموعه 8 مدافع رشاشة. في يناير 1941، وصل طائرة شورت ستيرلنغ إلى الأسراب. حملت ما يصل إلى 14,000 رطل (6,400 كـغ) من القنابل - ما يقرب من ضعف حمولة طائرة بوينغ بي -17 فلاينج فورت - ولكن وصلت لمدى أكثر من 300 ميل (480 كـم) . نظرًا لجناحها القصير الكثيف، تمكنت من التغلب على المقاتلتين الليليين الرئيسيين، ماسرشميت بي إف 110 و يونكرز يو 88. لا تزال القاذفات الثقيلة تحتاج إلى سلاح دفاعي للحماية، حتى في الليل. السقف التشغيلي المنخفض لـ ستيرلينغ يبلغ 12,000 قدم (3,700 م) فقط - سببها أيضًا الجناح السميك - يعني أنه يتم ترصدها عادة بواسطة المقاتلات الليلية؛ في غضون خمسة أشهر، فقدت 67 طائرة من 84 في الخدمة.
بسبب عدم وجود قاذفات بريطانية ثقيلة، تم إقراض 20 من طائرتي من سلاح الجو التابعة لجيش الولايات المتحدة من بوينغ بي-17 القلعة الطائرة، إلى سلاح الجو الملكي البريطاني، والتي بدأت خلال شهر يوليو 1941 هجمات في النهار على السفن الحربية والرصيف البحري في فيلهلمسهافن وبريست. أخففت هذه الغارات إخفاقا كاملا. بعد أن فقدت ثماني طائرات بسبب القتال ومع العديد من أعطال في المحرك، أوقف سلاح الجو الملكي البريطاني القصف النهاري بحلول شهر سبتمبر.  كان واضحًا أن طراز B-17C لم يكن جاهزًا للقتال وأن المدافع الرشاشة الخمسة التابعة له توفر حماية غير كافية.

## قاذفات ثقيلة بارزة

### الحرب العالمية الأولى
- Caproni Ca.4
- كابروني Ca.5
- هاندلي بيج تايب أو
- هاندلي الصفحة الخامس / 1500
- جوثا ج
- جوثا جي في
- سيكورسكي إيليا موروميتس
- فيكرز فيمي
- Zeppelin-Staaken R.VI

### فترة ما بين الحربين (interbellum)
- Caproni Ca.90
- فارمان إف 220
- فيري هندون
- هاندلي بيج هيفورد
- هاندلي بيج هنيدي
- ب 2 كوندور
- يونكرز جو 89
- ميتسوبيشي كي 20
- توبوليف TB-3
- بيتليكوف بي -8

### الحرب العالمية الثانية
- أفرو لانكستر
- بلوخ MB.162
- بوينغ بي-17 القلعة الطائرة
- كونسوليداتيد بي-24 ليبراتور
- بوينغ بي-29 سوبر فورترس
- Consolidated B-32 Dominator
- دورنير دو 19
- دورنير دو 317
- هاندلي بيج هاليفاكس
- هاينكل هي 177
- هينكيل هي 274
- ناكاجيما جي8أن
- بيتليكوف بي -8
- بياجيو بي .108
- Savoia-Marchetti SM.82
- ستيرلينغ قصيرة
- بوينغ دبليو أكس بي-15
- بوينغ دبليو أكس بي-19

### الحرب الباردة
- أفرو لينكولن
- أفرو فولكان
- هاندلي بيج فيكتور
- فيكرز فالينت
- بي-1 لانسر
- كونفير بي-36
- B-58 Hustler
- بوينغ بي-47 ستراتوجت
- بوينغ بي-50 سوبرفورترس
- بي-52 ستراتوفورتريس
- Myasishchev M-4
- توبوليف تو-4
- توبوليف تو-16
- توبوليف تو-95
- توبوليف تي يو-160

### بعد الحرب الباردة
- نورثروب غرومان بي 2 سبيرت
- نورثروب غرومان بي-21 رايدر
- Tupolev PAK DA